# 皮尔区 (西澳)
32°31′47″S 115°43′30″E / 32.52972°S 115.72500°E

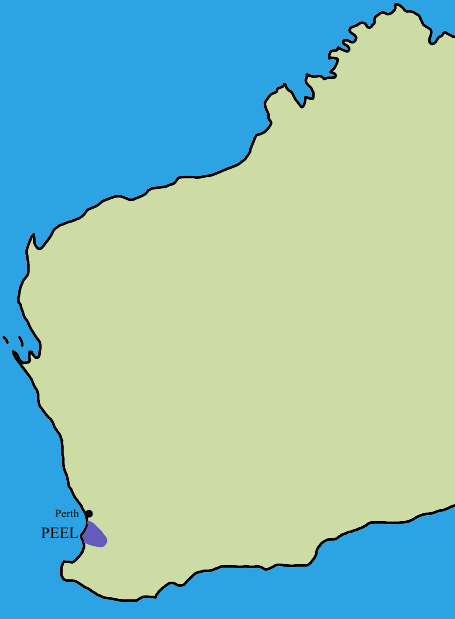
皮尔區在西澳大利亞州的位置

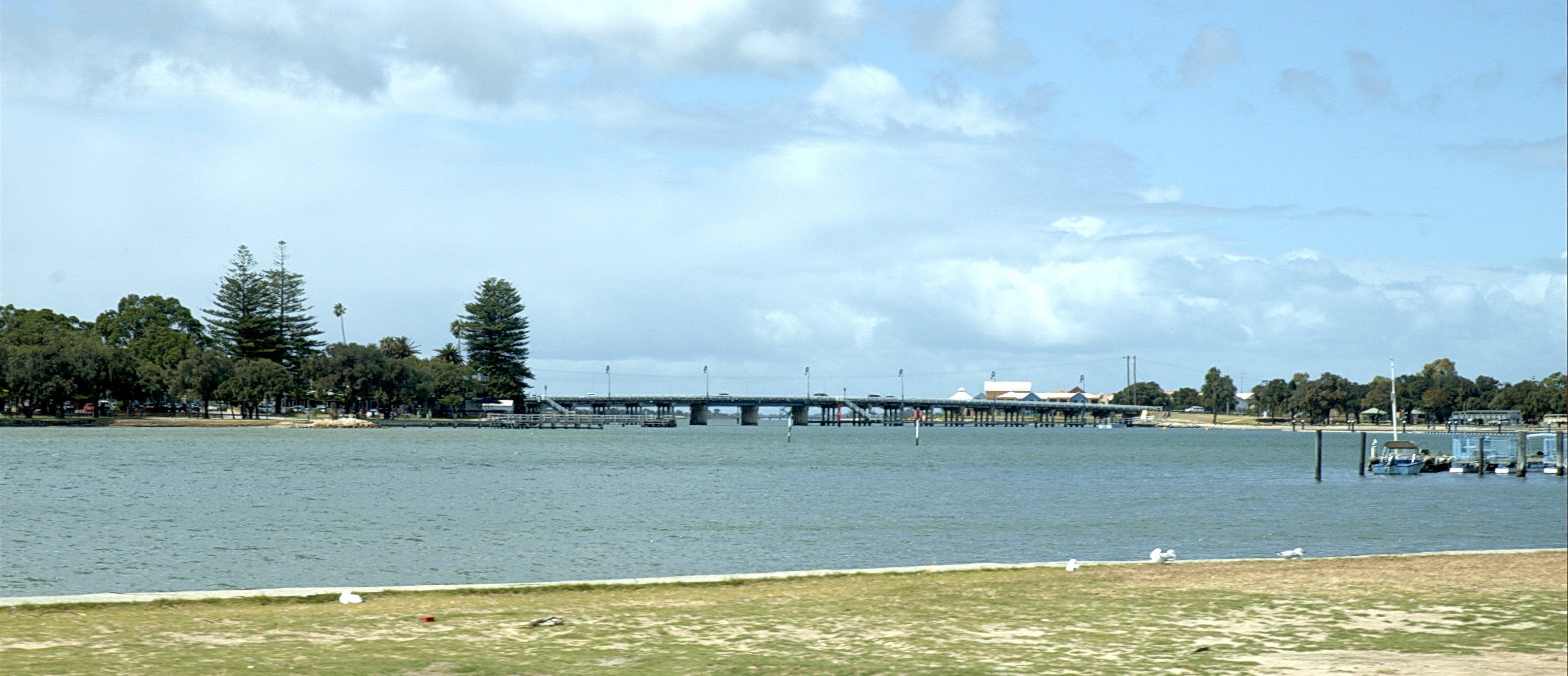
曼杜拉的沙灘

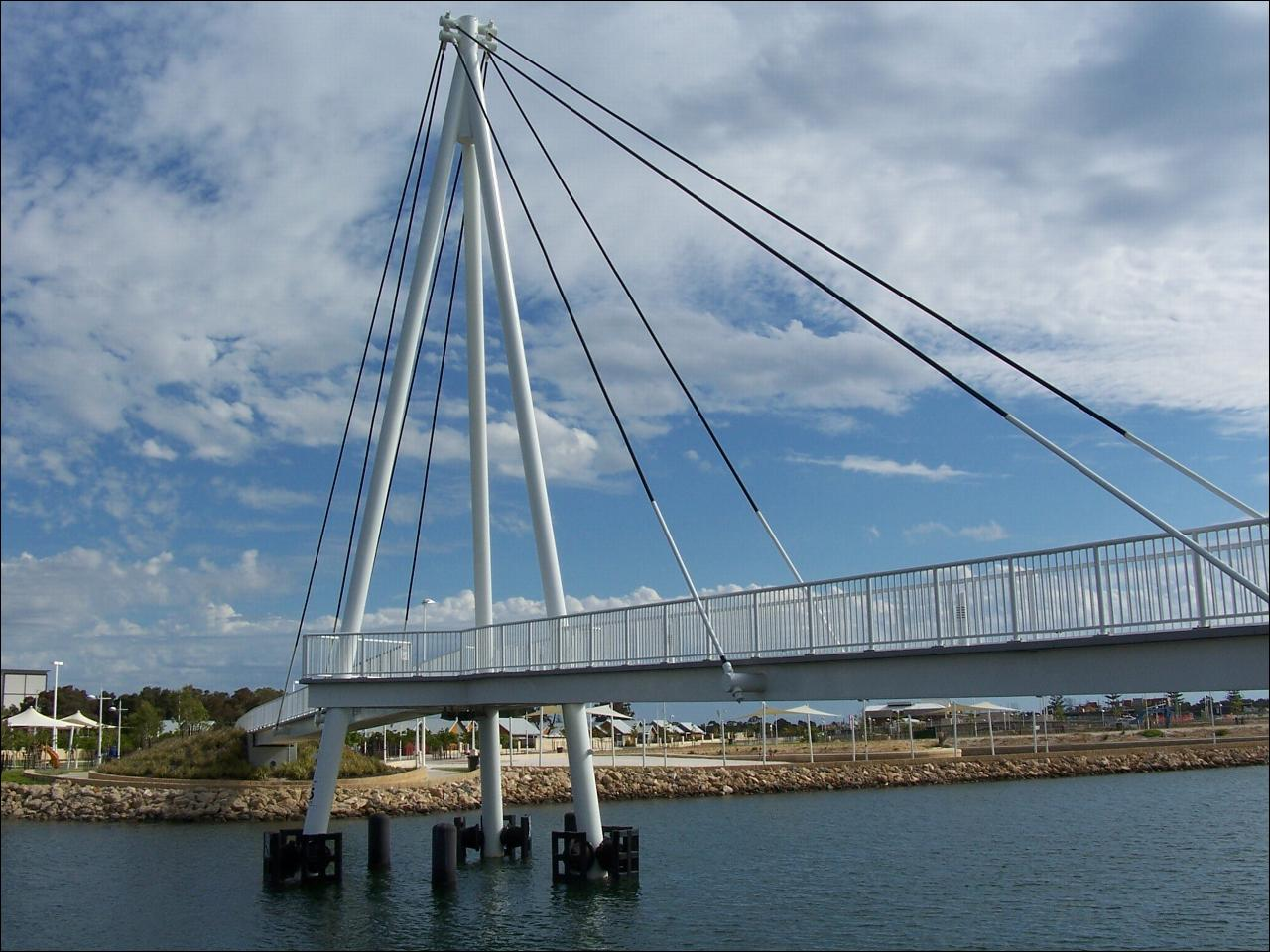
曼杜拉海滨大桥

皮尔區（英語：Peel）是澳大利亞西州的九大地區之一。皮尔區位於西澳大利亞州西岸，距離位於皮尔區位北方的州首府珀斯約75公里。

## 概述
皮尔區是由曼杜拉市，以及博丁頓、穆雷、沙班泰-賈拉戴爾和華溫拿組成。皮尔區亦是九大地區中面積最小的一個地區。
皮尔區的總面積為6,648平方（2,567平方英里），並且擁有人口88,000人。其中有三分之二的人口居住於曼杜拉市。皮尔區的人口密度為每平方公里13.23人（每平方英里34.28人），是九大地區中人口密度最高的地區。
皮尔区的经济主要是由矿業（采礦和矿物加工）組成，全因皮尔區蘊含著豐富的铝土矿、金礦和矿砂。其他经济发展领域包括农业和马行业。

## 歷史
在欧洲人來到皮尔區定居之前，皮尔區住著的是一些原住民。準確來說，這些原住民是平德贾如人（Pindjarup），一個努恩賈人的支派。在天鹅河殖民地成立后不久的1829年，人們便在由托马斯·皮尔擬定的「卑利定居计划」的指導下移居皮尔區的北部沿海地區。然而，该计划缺乏完善的管理，许多移民都在定居後最初的几个月死于營養不良。幸存的定居者遗弃了皮尔区，並且移居内陆，最後找到了肥沃的土壤供他們耕作。
1846年，西澳大利亚州的首個采矿作业成立于雅拉巴（位於今密地莊附近），並且主要開採铅礦、银礦和锌礦。 而建立於1872年的賈拉戴爾木材厂，則成為了西澳大利亞州最大的木材，并导致珀斯-皮克顿鐵道的发展。因此，被人遺棄的皮尔区再度興盛起來。近来，木材行业開始衰落，但於平德賈拉和韦杰如建立氧化铝精炼厂，以及於博丁顿建立的金矿，彌補了木材行业的損失。